# Leptohymenium tenue
Leptohymenium tenue là một loài Rêu trong họ Hylocomiaceae. Loài này được (Hook.) Schwägr. mô tả khoa học đầu tiên năm 1828.